# Les Caprices de Marianne
 (février 2015).
Si vous disposez d'ouvrages ou d'articles de référence ou si vous connaissez des sites web de qualité traitant du thème abordé ici, merci de compléter l'article en donnant les références utiles à sa vérifiabilité et en les liant à la section « Notes et références ».
Les Caprices de Marianne est le titre d'une pièce de théâtre en deux actes d'Alfred de Musset. Appartenant au mouvement romantique, elle paraît le 15 mai 1833 dans la Revue des Deux Mondes avant d'être créée à la Comédie-Française le 14 juin 1851. 
Qualifiée de « comédie » par Musset, elle s'apparente en réalité plus au genre du drame. Cette œuvre fait partie des « Spectacles dans un fauteuil » (le théâtre créé pour être lu et pas représenté), parue en revue en 1833, Lorenzaccio (un drame romantique en cinq actes).

## Résumé de l'histoire
Le jeune Cœlio rêve de conquérir Marianne, épouse du juge Claudio. N'osant l'aborder, il tente d'abord d'utiliser l'entremise de la vieille Ciuta, qui n'obtient rien de la jeune femme que l'affirmation de sa fidélité conjugale.
Cœlio se tourne vers un autre entremetteur, son ami Octave, bon-vivant et libertin et cousin du mari de Marianne, Claudio. Marianne reste indifférente à Cœlio, mais tombe amoureuse d'Octave ; elle lui dévoile son amour à mots couverts et lui fixe un rendez-vous. Octave, d'abord indécis, choisit la loyauté et envoie Cœlio au rendez-vous obtenu.
Cependant, Claudio soupçonne l'infidélité de sa femme et engage des spadassins pour tuer tout amant qui s'approcherait de la maison. Cœlio tombe dans le guet-apens et, mourant, peut croire à la trahison de son ami en entendant Marianne, trompée par l'obscurité, l'accueillir du nom d'Octave.
Octave, accablé, renonce à sa vie de plaisirs et repousse sèchement l'amour que lui déclare Marianne.

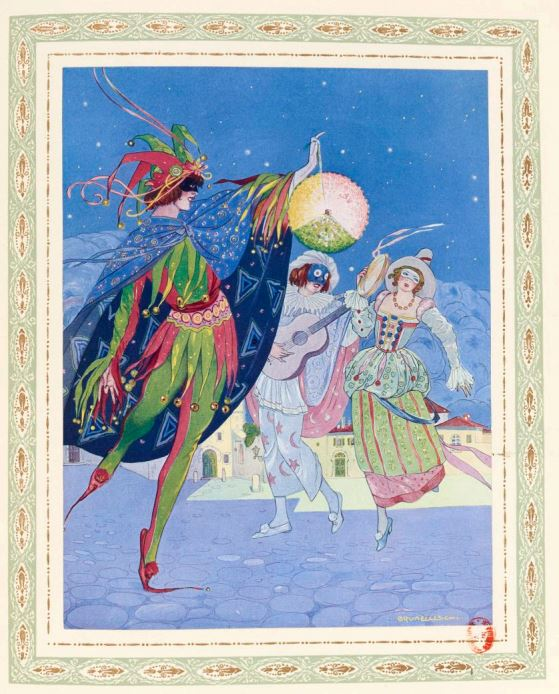
Umberto Brunelleschi, illustration dans l'ouvrage La Nuit vénitienne, Fantasio, Les Caprices de Marianne d'Alfred de Musset, édition de 1913 (BNF/gallica)

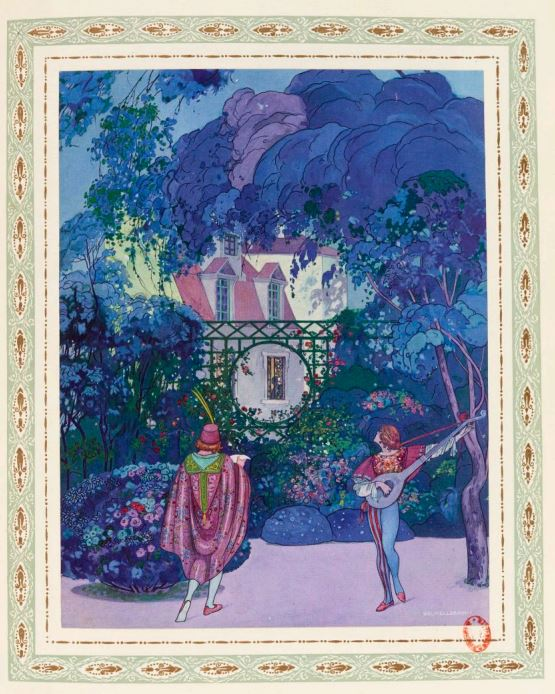
Umberto Brunelleschi, autre illustration dans l'ouvrage La Nuit vénitienne, Fantasio, Les Caprices de Marianne d'Alfred de Musset, édition de 1913 (BNF/gallica)

## Personnages
Les Caprices de Marianne met en scène neuf personnages, aux rôles plus ou moins importants : en effet, c'est le trio Marianne-Cœlio-Octave qui mène l'intrigue.

### Claudio
Claudio est le mari de Marianne, mais ce mariage n'est pas un mariage d'amour.
Il est riche, il a du pouvoir et il veut éliminer tous ceux qui tournent autour de sa jeune femme, comme, d'après lui, son cousin Octave. Claudio est juge et pourtant il engage des spadassins afin de tuer l'amant de sa femme. Claudio représente un véritable obstacle pour le trio Marianne-Cœlio-Octave, mais à la fin c'est lui qui triomphe : sa puissance, aussi bien que les conventions sociales, le mettent à l'abri de la Justice. Aussi Claudio, présenté au début comme un personnage burlesque, comme notable et mari (voir la scène avec Octave), apparaît-il finalement sous l'allure menaçante d'un homme déterminé et dangereux. Le thème du double dans Les Caprices de Marianne, acte 1 scène 1, évoque le personnage à double masque, personnage qui joue sur l'impression.

### Marianne
Très jeune, unie au juge Claudio dans un mariage très conventionnel et imposé, elle se montre une femme dévote et une épouse attachée à ses devoirs : bonne représentante des femmes de son temps. Parfaitement froide et irréprochable au début de la pièce, elle écarte les sollicitations dont elle est l'objet, mais s'agace non moins de l'attitude  de son mari. Sa curiosité s'en éveille. Marianne n'est pas une femme libre, sa liberté, ce sera l'homme qu'elle choisira pour amant. On lui a imposé un mari, on ne lui imposera pas son amant. D'où son rejet de Cœlio qu'elle ne connait pas. Elle n'est pas bigote, elle va à la messe car c'est son unique possibilité de sortir, mais elle ne parle pratiquement pas de Dieu. Elle est consciente d'être au centre d'un jeu hypocrite où les uns lui reprochent sa cruelle indifférence aux déclarations d'amour et les autres suspectent sans motif sa vertu. Sa rencontre avec Octave est une fulgurance passionnée qui va les dépasser tous les deux et les détruire : tout le drame romantique du XIXe siècle. Elle tombe amoureuse d'Octave, cependant Octave va la repousser au nom de son amitié pour Cœlio, le double positif de sa jeunesse perdue et parce qu'il ne l'aime pas. Les caprices sont la vision machiste des hommes sur son comportement, ils ne la comprennent pas, parce qu'ils ne la connaissent pas. Elle ne répond pas à leurs attentes : refusant la brutalité et la jalousie de son mari, refusant l'amour du premier inconnu venu, étant belle et leur restant inaccessible.
La pièce est vue à travers le point de vue des hommes. On a envie qu'Octave défende son ami, et c'est pourquoi au début on déteste Marianne, pour la découvrir au fur et à mesure, sous la plume de Musset, profonde, intelligente et douloureusement consciente de sa condition. On retrouve cette empathie pour la figure féminine incomprise dans les personnages de Camille dans On ne badine pas avec l'amour (1834) ou dans celui de Brigitte dans La Confession d'un enfant du siècle (1836). Les amants de ces femmes étant les doubles de Musset, le désarroi face à la femme mythifiée porte un caractère autobiographique. En ce sens, on peut également se rappeler la liaison passionnée qu'a entretenue Musset avec George Sand, de son vrai nom Aurore Dupin.

### Cœlio
Cœlio est amoureux de Marianne. Il est le fils d'Hermia, le voisin de Claudio. Ce noble jeune homme cherche, pendant toute la pièce, à manifester son amour à Marianne : pour cela il utilise l'entremetteuse Ciuta puis sollicite l'intervention d'Octave, son ami. Mais malheureusement, c'est Octave qui sera aimé par Marianne. À la fin de la pièce, convaincu de son destin malheureux et de la trahison de son ami, Cœlio ne se dérobe pas à la mort. Il est représenté comme un héros romantique (c'est-à-dire un héros inadapté à son monde et qui représente le mal du siècle) lyrique, toujours enveloppé d'une auréole de mystère et de sombres pressentiments, dont la mort est tragique. Il est aussi considéré comme le « bon double » d'Octave.

### Octave
Octave montre pendant le premier acte son côté bohème, ivre et insouciant, même lors de la première rencontre avec Marianne, qu'il essaie de convaincre d'aimer Cœlio. Cependant, pendant le deuxième acte, son attitude se nuance, et peu à peu son masque tombe, pour découvrir un personnage sensible, et qui, voyant bien qu'il pourrait profiter de la situation, décide finalement de s'effacer pour laisser Marianne à Cœlio. Cette évolution trouve son aboutissement lors de la dernière scène, où, après la mort tragique de Cœlio, et devant la tombe de son ami, Octave se retourne contre Marianne pour une cruelle mise au point: « Je ne vous aime pas, Marianne. C'était Cœlio qui vous aimait.» 

### Hermia
Hermia est la mère de Cœlio. Toutefois elle n'occupe pas une place de grande importance : elle n'apparaît que dans une scène (acte I, scène 2). L'évocation par Hermia de l'enfance de Cœlio dévoile l'attachement que celui-ci lui portait et qui était déjà empreint de mélancolie. A la demande de son fils, elle raconte un amour tragique qu'elle a vécu dans sa jeunesse et qui annonce le funeste destin de son fils. En effet, lors de l'entrevue entre Cœlio et Hermia se révèlent de nombreux points communs entre leurs histoires, le récit d'Hermia permet donc une progression dramatique de la pièce.

### Autres personnages
- Malvolio : intendant d'Hermia.
- Tibia : valet de Claudio. Il essaye de convaincre son maitre de ne pas engager de spadassin pour tuer les amants de sa femme.
- Ciuta : vieille domestique. Elle sert d'entremetteuse. En effet, au début de la pièce, elle tente de convaincre Marianne d'aimer Cœlio. Quand Octave devient le porte-parole de Cœlio, Ciuta tente d'insinuer le doute dans l'esprit de celui-ci pour discréditer Octave.
- Pippo : valet de Cœlio et donc serviteur.

## Création
Parue en 1833, la pièce n'est jouée en France qu'en 1851 à la Comédie-Française, avec de nombreux changements imposés par la censure. En effet, à l'époque, l'œuvre est en partie considérée comme moralement reprochable, et sa construction qui méprise les règles d'écriture existantes choque. Néanmoins, malgré les nombreux changements de décor qui ne peuvent ralentir le rythme, mais qui au contraire doivent être un facteur de dynamisme, la pièce est jouée de nos jours (avec différentes représentations, comme celle de 1994 par Lambert Wilson et celle de 2009 par Sébastien Azzopardi) d'après sa version originale, véritablement hardie et nouvelle[pas clair].
La précédente expérience théâtrale de Musset, La Nuit vénitienne (1830), avait été douloureuse pour l'auteur, le public du théâtre de l'Odéon ayant assez mal accueilli les acteurs. Suzanne Béranger, qui tenait le premier rôle, avait eu la fâcheuse idée de s'appuyer sur un treillage vert dont la peinture était encore fraîche et s'était vue brusquement couverte de carreaux verdâtres de la ceinture jusqu'aux pieds ; le parterre avait alors poussé des cris d'animaux et Musset avait déclaré qu'il ne voulait plus que l'on joue ses pièces.
Le succès des Caprices de Marianne fait oublier l’échec de La Nuit vénitienne et détermine la Comédie-Française à puiser désormais dans le théâtre d'Alfred de Musset.

## Représentations notables
- 1994 : Les Caprices de Marianne, mise en scène de Lambert Wilson au théâtre des Bouffes du Nord avec  Lambert Wilson (Octave), Fabrice Michel (Cœlio), Anouk Ferjac (Hermia), Louis Navarre (Claudio), Laure Marsac (Marianne), Pierre Val (Tibia), Luciana Castellucci (Ciuta), Bernard Musson (Malvolio) et Denis Bénoliel (Tavernier).
- 2009 : Les Caprices de Marianne, mise en scène de Sébastien Azzopardi, au Lucernaire. Avec Élisa Sergent (Marianne), Christophe de Mareuil (Octave), Grégoire Bourbier (Cœlio), Frédéric Imberty (Claudio), Richard Delestre (Tibia) et Cindy Rodrigues (Ciuta, Hermia).

## Adaptation
- Les Caprices de Marianne, opéra[7] français d'Henri Sauguet, créé en 1954.